# Pedro Olivieri
Pedro Olivieri Casaretto (Montevideo, 20 marzo 1892 – ...) è stato un allenatore di calcio uruguaiano.